# مورتن كريستيانسن (لاعب كرة قدم نرويجي)
مورتن كريستيانسن (بالنرويجية البوكمول: Morten Kristiansen)‏ هو لاعب كرة قدم نرويجي، ولد في 11 يوليو 1963. لعب مع نادي أوليسوند ونادي مولده.